# Peter Martin Lampel
Peter Martin Lampel, de son vrai nom Joachim Friedrich Martin Lampel (né le 15 mai 1894 dans l'arrondissement de Liegnitz, mort le 22 février 1965 à Hambourg) est un écrivain et dramaturge allemand.

## Biographie
Lampel grandit dans une famille protestante. En 1914, il obtient son abitur et s'engage volontairement. En 1915, il étudie brièvement la théologie à Breslau. Au cours de la Première Guerre mondiale, il devient officier. Après la guerre, il participe à un corps franc engagé dans les pays baltes.
En 1920, il entame des études de droit et de sciences politiques à Berlin puis Munich. De même, il apprend la peinture. En 1922, il rejoint le NSDAP et la SA. Il travaille comme professeur, assistant social et journaliste. En décembre 1928, sa pièce Revolte im Erziehungshaus (« Révolte dans la maison d'éducation ») créé la sensation. Il devient membre en 1930 du PEN club et en 1931 de l'Association allemande de scoutisme colonial qui intégrera les Jeunesses hitlériennes en 1933.
Lors de l'arrivée des nazis au pouvoir en 1933, son œuvre est interdite. Néanmoins Lampel reste membre de la SA dont il sera exclu.
En raison du harcèlement qu'il subit à cause de son homosexualité et après une arrestation et un emprisonnement, il émigre en 1936 en Suisse puis dans les Indes orientales néerlandaises. De 1937 à 1939, il fait plusieurs expositions en Australie. En 1939, il vient aux États-Unis où il travaille, est professeur et journaliste. Comme peintre, il expose à New York et à Buffalo. Il revient en Allemagne en 1949. Il devient membre de l'Académie libre des arts d'Hambourg (de) et se consacre à la littérature.

## Œuvre
Peter Martin Lampel commence son œuvre littéraire en traitant de son expérience de la guerre et de l'après-guerre : Heereszeppeline im Angriff (1917), Bombenflieger (1918). En 1920, il publie chez Langenscheidt le roman Wie Leutnant Jürgens Stellung suchte (« Comment le lieutenant Jürgens cherche une position »).
Son expérience auprès des jeunes garçons qu'il décrit en 1928 la série de reportages Jungen in Not se retrouve aussi dans la pièce Revolte im Erziehungshaus que Georg Asagaroff (de) adapte au cinéma en 1930. Son drame Pennäler (« Potache », 1929) évoque la prostitution masculine et l'interdiction d'enseigner aux homosexuels ; Lampel, actif avec le Comité scientifique humanitaire, défend les revendications du mouvement homosexuel pour l'abolition du paragraphe 175.
La pièce Giftgas über Berlin (« Gaz de combat sur Berlin ») représente de façon sibylline les plans du putsch contre la Reichswehr. Bien qu'interdite au théâtre, elle est adaptée au cinéma (de) par Mikhail Dubson en 1929.
Le roman Verratene Jungen (« Les Jeunes trahis », 1929) a pour sujet le putsch de Custrin par la Reichswehr noire. Lampel est avec Ladislaus Vajda coscénariste des films de Georg Wilhelm Pabst, Quatre de l'infanterie et La Tragédie de la mine.
En 1932, il fait un reportage Packt an! Kameraden! (« En avant! Camarades! »), une commande de l'Association allemande de scoutisme colonial que publie Günther Wolff (de). En 1939, il commence une autobiographie en critiquant fortement son passé dans le corps franc puis la laisse inachevée.
Après la guerre, il publie un roman inspiré de Billy the Kid, Kampf ohne Ordnung (« La Lutte sans l'ordre », 1952), puis une pièce Drei Söhne (« Trois fils », 1957).
En RDA, Wie Leutnant Jürgens Stellung suchte est interdit.